# Burningboy
burningboy (* 17. února 1983 Brno), vlastním jménem Jan Gerych, je brněnský hudebník, novinář, moderátor, producent, příležitostný kurátor a bohém.

## Život a dílo
Vystudoval obory Obecná teorie a dějiny umění a kultury a Anglický jazyk a literaturu na Filosofické fakultě Masarykovy univerzity v Brně, následně působil na Fakultě výtvarných umění VUT rovněž v Brně a již během studií se začal věnovat hudbě. Je ženatý a má dvě dcery.
Od roku 2009 působí ve studentském Radiu R, kde vede vlastní pořad burningDOWNtheHOUSE, kam zve výrazné osobnosti nejen z výtvarného prostředí. V minulosti zde zastával několik vedoucích funkcí, včetně vedoucího marketingu a vedoucího off-air. V průvodci TO JE BRNO II publikoval kapitolu Brno hudební.
Jeho tvorba reflektuje různé experimentální a progresivní hudební postupy. Žánrově osciluje kolem punku, elektroniky a post modern punku. Digitální doba mu umožňuje tvořit hudbu bez kapely, producentů i nahrávacího studia, a dát tak vzniknout osobní autentické výpovědi. Na pódiu naopak technologie mizí a do popředí vystupuje burningboy – performer, který svádí obecenstvo intimní zpovědí. Vystopoval také na festivalu Bezuliční busking, výtvarné akci Kateřiny Šedé.
Články a podscasty o architektuře a designu publikuje na webu archspace.cz.
Zatím poslední album Afterlife vydal na LP v květnu roku 2024. Sám ho označuje jako rokenrolová telenovela. Strana A obsahuje skladby, ve kterých se burningboy obrací do svého nitra. Stranu B věnoval skladbám, ve kterých reflektoval zkušenost otcovství.   

## Diskografie

### Studiová alba
- SUFFER4BEAUTY, 2005
- moisturize, 2009
- Penetration, 2013
- Harm Reduction, 2016
- Afterlife, 2024